# Joseph Vilbort
Joseph Vilbort, född i Bryssel den 9 augusti 1829, död 1911, var en belgiskfödd fransk skriftställare.
Vilbort studerade vid hemstadens universitet och bosatte sig 1855 i Paris, där han arbetade i olika pressorgan. Under preussisk-österrikiska kriget 1866 medföljde han preussiska högkvarteret som korrespondent till Siècle. Han blev 1880 huvudredaktör för tidningen Le Globe. 
Vilbort författade bland annat arbetena Cavour (1861), La Pologne et son droit (samma år), L'oeuvre de M. de Bismarck (1869) om Otto von Bismarck, varigenom fransmännen först fick någon redigare uppfattning av det nyare Preussen och dess ledande statsman, samt Nouvelles campinoises (1877).